# Стратостат
Стратостатът (стратосферен аеростат) е свободен аеростат, предназначен за полети в стратосферата, т.е. на височина над 11 километра (обикновено между 18 и 37 километра).
Може да са пилотирани или безпилотни, обикновено пълни с хелий или водород и рядко метан. През 2002 г. балон с име BU60-1 достигна 53 километра.
Най-често срещаните стратостати са метеорологичните балони. Други цели включват използването като платформа за експерименти в горните слоеве на атмосферата. Модерните балони обикновено съдържат електронно оборудване като радиопредаватели, камери или сателитни навигационни системи, като например GPS приемници.
Благодарение на ниската цена на GPS и комуникационното оборудване, стратостатът е популярно хоби.